# Івахниківський скарб
Івахниківський скарб — речовий скарб кінця 8-го — початку 9-го століття, знайдений під час орання у травні 1905 року у селі Івахники Лохвицького повіту Полтавської губернії (нині село Яхники Миргородського району Полтавської області в Україні). Скарб захований найбільш ймовірно в 30-40 роках IX століття, в часи появи на південній межі лісостепу нових кочових племен давніх мадярів. 
Перебуває у Державному історичному музеї у Москві .

## Вміст скарбу
Матеріали: білий метал, срібло, мідь, скло. 

Технології: кування, тиснення, лиття. 
Серед предметів скарбу зустрічаються архаїчні форми прикрас, що доживають свій вік на час приховування скарбу, — пластинчасті фібули, нові форми, що зустрічаються упродовж наступних століть, — кручені гривни. 
Повний набір жіночих слов'янських прикрас: 
6 шийних гривен з круглих кручених срібних дротів із замками на кінцях; 

 діаметр гривен: від 14,7 см до 15,5 см; вага: від 94,3 грами до 131,4 грами.  
2 срібні орнаментовані пластинчасті фібули ромбоподібної форми з мідними підкладками на звороті; 

 довжина: 15,5 см і 17,3 см; ширина: 7,3 см і 7,5 см; вага: 53,6 грамів і 67,4 грами.  
2 срібних персні з овальними щитками, в одному з яких збереглася вставка з чорного каменю; 

 вага срібла в перстнях: 2,8 грамів і 7 грамів.  
2 мідні трапецієподібні підвіски, 
4 мідних бубонці, які складаються з двох півкульок, діаметр 1,6 см.  
976 скляних синіх, зелених, жовтих намистин, для яких — ребристі та спіральні низки.

## Історичний зміст
Скарб знаходився у горщику, розбитому плугом. Горщик схожий з посудом Волинцівської культури. Можна припустити, що скарбом користувалося не одне покоління.
Фібулоподібні бляхи, гривни з сідлоподібним замком, що використовуються в якості головних віночків, — предмети, що відносять до «волинцівської» групи предметів Івахниківського скарбу. 
Подібні предмети Волинцівської культури знаходять в слов'янських старожитностях Дніпровського Лівобережжя VIII століття.
Гривну з обтиснутим замком діаметром 14,7 см не зняти з шиї, якщо не розгинати, що може говорити на користь її використання в якості головного віночка.
Гривни з лопастеподібними розкованими орнаментованими кінцями замка з подвійною петлею — «роменська» група предметів скарбу;
Гривна з гранованими закінченнями замку, шумливі підвіски фінно-угорського і кривицького кіл, намиста з одночастинного рубленого бісеру — «північно-східна» група предметів скарбу;
Персні і бубонці — «салтівська» група предметів Івахниківського скарбу.